# Ciklosporin
A ciklosporin egy immunszupresszáns gyógyszer, amelyet főleg transzplantációban a beültetett szerv kilökődésének megakadályozására alkalmaznak. Ezen kívül jól alkalmazható különböző autoimmun betegségek terápiájában is. Kémiailag egy 11 aminosavból álló peptid, a talajban lévő Tolypocladium inflatum Gams nevű gomba termeli. Felépítésében nem kizárólag fehérjéket felépítő aminosavak vesznek részt.

## Készítmények
Sandimmun koncentrátum infúzióhoz

Sandimmun neoral ivóoldat, kapszula formában